# كيربي غرانت
كيربي غرانت (بالإنجليزية: Kirby Grant)‏ مواليد 24 نوفمبر 1911 في بوتي، الولايات المتحدة - الوفاة 30 أكتوبر 1985 في مقاطعة بريفارد، الولايات المتحدة، هو ممثل أمريكي بدأ مسيرته الفنية سنة 1934. من أعماله في المجتمع. امتدت مسيرته الفنية لأكثر من 25 عاما.

## روابط خارجية
- كيربي غرانت على موقع IMDb (الإنجليزية)
- كيربي غرانت على موقع ألو سيني (الفرنسية)
- كيربي غرانت على موقع أول موفي (الإنجليزية)
- كيربي غرانت على موقع قاعدة بيانات الأفلام السويدية (السويدية)
- كيربي غرانت على موقع قاعدة بيانات الفيلم (الإنجليزية)
- كيربي غرانت على موقع كينوبويسك (الروسية)